# Prespanski sporazum
Prespanski sporazum, međudržavni sporazum tada Republike Makedonije i Grčke o službenom preimenovanju Republike Makedonije u Republiku Sjevernu Makedoniju, potpisan i ratificiran pod pokroviteljstvom Ujedinjenih naroda na Prespanskom jezeru u lipnju 2018. godine. Sporazumom je razriješen spor oko imenovanja neovisne makedonske države, prisutan još od početaka njene neovisnosti, kojoj je Grčka osporavala pravo na makedonsko ime smatrajući da ono pripada njenom povijesno civilizacijskom naslijeđu i s činjenicom da se najveća grčka pokrajina zove upravo Makedonija. Sporazumom je i makedonski jezik priznat u UN-u, kao i makedonsko državljanstvo.
Uz Ujedinjene narode, ratifikaciju sporazuma poduprli su i Europska unija i NATO, dok je Ruska Federacija jedina država koja se javno izjasnila protiv sporazuma. Makedonski iredentisti i grčki komunisti prosvjedovali su protiv potpisivanja Sporazuma, a makedonski predsjednik Đorge Ivanov odbio ga je i potpisati.
Još istoga mjeseca po potpisivanju, Sporazum je ratificiralo Sobranje, parlament Sjeverne Makedonije, uz bojkot zastupnika iz redova stranke VMRO-DPMNE, koja je Sporazum prozvala »genocidnim«. Pet dana nakon ratifikacije sporazuma u svom Parlamentu Grčka je povukla blokadu sjevernomakedonskog pristupa euro-atlantskim integracijama. U siječnju 2019. sporazum je ratificirao i grčki parlament.
Kosovski predsjednik Hashim Thaçi izrazio je nadu u iznašanje sličnog rješenja o pitanju spora Kosova i Srbije, dok je britanska premijerka Theresa May Sporazum ocijenila »povijesnim dosegom«. Potpisivanje su pozdravile i susjedne zemlje. S druge strane, bivši makedonski premijer Nikola Gruevski prozvao je svog nasljednika Zorana Zaeva zbog izdaje državnih interesa.
U znatnom dijelu makedonske stručne i znanstvene javnosti (primjerice profesorice ustavnog prava G. Siljanovska, B. Vankovska, T. Karakamiševa) ovakav »identitetski sporazum« u svojoj biti se mora smatrati (po sebi) nezakonitim (protivnim ius cogens pravilima i normama, odnosno imperativnom pravu suvjerenosti državno-pravnog identiteta), te raskidivim suglasno Bečkoj konevenciji o pravu ugovora (1969.) i Povelji Ujedinjeni naroda. Sporazum predstavlja presedan u međunarodnom pravu jer su »u postupku njegovog zaključenja, ratifikacije i izvršenja počinjena ozbiljna kršenja proceduralnih pravila«.

## Vanjske poveznice
- Cjelokupni tekst Sporazuma na engleskom jeziku